# Cossana
Cossana (in sloveno Košana) è una frazione (naselje) di San Pietro del Carso. 
Dal 1920 fino al 1947 era un comune autonomo della provincia di Trieste, con l'annessione alla Jugoslavia venne annesso al comune di San Pietro del Carso.
La località è divisa in due borghi:
- Cossana di sopra (Gornja Košana), 384 ab. con la parrocchia dedicata alla Visitazione della Beata Vergine Maria
- Cossana di sotto (Dolnja Košana), 144 ab. con la parrocchia dedicata a Santo Stefano